# Hippocrepis bornmulleri
Hippocrepis bornmulleri är en ärtväxtart som beskrevs av Heinrich Carl Haussknecht. Hippocrepis bornmulleri ingår i släktet hästskoklövrar, och familjen ärtväxter. Inga underarter finns listade i Catalogue of Life.